# うみへび座ベータ星
うみへび座β星（うみへびざベータせい、β Hydrae、β Hya）は、うみへび座の方角に、太陽からおよそ310光年の距離にある、二重星である。

## 特徴
うみへび座β星が二重星であることを発見したのは、ジョン・ハーシェルとされる。2つの恒星は、連星を形成しているとみられるが、軌道要素などは求められていない。明るい方のうみへび座β星Aは4.7等星、暗い方のうみへび座β星Bは5.5等星である。
うみへび座β星Aは、ケイ素の組成が特異な化学特異星で、スペクトル型がB9 IIIpSiのBp星とされる。うみへび座β星Aは、2.344日周期で0.04等の光度変化が観測され、変光星であることがわかった。変光星の分類では、りょうけん座α2型となっている。水素のHαスペクトルの観測から、うみへび座β星AはBe星でもあることがわかり、輝線放射領域は星の半径の2.2倍程度に広がっているとみられる。

## 名称
うみへび座β星は、フラムスティード名ではコップ座28番星であったと考えられる。
中国では、うみへび座β星は、緑の丘を意味する青丘という星官を、HD 103596（コップ座29番星）、コップ座17番星、HD 100393（コップ座18番星）、うみへび座ξ星、HD 100623（コップ座20番星）、うみへび座ο星と共に形成する。うみへび座β星自身は、青丘一つまり青丘の1番星と呼ばれる。
ブラジル・マットグロッソ州の先住民カラパロは、うみへび座β星とうみへび座ψ星に、カラパロの伝承に登場するいたずら者の名前Kafanifaniを付けていたとされる。